# Ісакова Людмила Іванівна
Ісакова Людмила Іванівна (рос. Людмила Ивановна Исакова) — радянська та російська театральна актриса. Заслужена артистка Росії (1997).

## Біографія
Закінчила ГІТІС ім. А. В. Луначарського у 1968 році. Працювала в театрах Петрозаводська (1968—1971), Волгограда (1971—1973), Астрахані (1980—1981), Петропавловськ-Камчатського (1987—1993). 
З 1973 року (з перервами) — актриса Іванівського драматичного театру.
У 2003 році удостоєна премії ім. Л. В. Раскатова за роль Мадам Карльє у виставі «Французький блеф, або Дама під диваном» К. Маньє. Авторка і ведуча програми «104 сторінки про театр» на Івановському телебаченні.
Перша офіційна дружина відомого радянського і російського актора Ігоря Старигіна.

## Творчість
Ролі, зіграні на сцені Івановського драматичного театру:
- «Влада темряви» Л М. Толстого — Онисія
- «Чайка» А. П. Чехова — Аркадіна
- «Татуювання у вигляді троянди» Теннессі Вільямса — Серафіна
- «Філумена Мартурано» Едуардо де Філіппо — Філумена
- «Ідіот» Ф. М. Достоєвського — Настасья Пилипівна
- «Ретро» Олександра Галіна — Пєсочинська
- «Хто боїться Вірджинії Вулф» Едварда Олбі — Марта
- «Вовки та вівці» О. М. Островського — Мурзавецька
- «Змішані почуття» Р. Баера — Крістіна
- «Валентинів день» Івана Вирипаєва — Катерина
- «Пригоди Буратіно» О. М. Толстого — Черепаха Тортіла
- «Прибайкальский кадриль» Володимира Гуркіна — Ліда